# Stierenboter
Stierenboter is een klassiek zoet broodbeleg, waarbij bruine suiker door boter gemengd wordt, zodat men een smeerbare pasta bekomt. De boter kan onder meer op pannenkoeken en wafels worden gesmeerd. De term wordt vooral in (het zuiden van) West-Vlaanderen gebruikt; de afkomst van de naam is onbekend.